# 純虚指数函数
初等解析学における函数 cis とは、実数 x を複素数 cos(x) + i sin(x) に対応させる関数のことである。ここで cos は余弦関数、sin は正弦関数、i は虚数単位である。
cis(x) ≔ cos(x) + i sin(x)
"cis" は "cos + i sin" の省略形である。
この函数 cis: R → S1(⊂ C*) は、複素指数函数 ez を用いれば、オイラーの公式より
cis(x) = eix
と表せる。すなわち純虚変数 ix の指数函数（じゅんきょへんすうのしすうかんすう、英: imaginary exponential function）として書くことができる。複素指数函数とは別にこのような表記を設けることは、一見冗長であるように思われるが、偏角 x の関数であることを強調する上で有用となる。

## 概観
初めて造語 cis が用いられたのはウィリアム・ローワン・ハミルトンの著書 Elements of Quaternions (1866)であり、引き続いてアーヴィング・ストリンガムが Uniplanar Algebra (1893)などで、あるいはジェームズ・ハークネスとフランク・モーリー が Introduction to the Theory of Analytic Functions (1898)で用いた。
cis関数は、複素数平面においてオイラーの公式を通じて三角関数と複素指数函数とを結びつけるもので、極形式を簡素化したいが、複素指数函数が教育課程で未習の場合、または何らかの理由で用いたくない場合に使用する。
情報技術において、様々な高度数学ライブラリ（例えばインテルの Math Kernel Library (MKL)）でサポートされており、多くのコンパイラやプログラミング言語（例えば C, C++, Common Lisp, D, Fortran, Haskell）およびオペレーティングシステム（例えば Windows, Linux, macOS や HP-UX）で利用できる。プラットホームによっては、正弦函数と余弦函数を個別に呼び出すよりも二倍ほど速い。
第二次世界大戦後、数式記述にタイプライターが用いられるようになったころから、この記法はより広まった。上付き添え字は 'cis' や 'exp' よりも小さく、また上に偏っているから、手書きの場合でさえ困ることがある。eix2, cis(x2), exp(ix2) を比較してみると、読み手には cis(x2) が見易く読み取り易い。
cos(x) + i sin(x) を cis(x) と表記する cis 記法は、ある種の記憶術 (c,i,s → cos + i sin) であり、cis函数について議論する数学者や技術者にとって、本質を強調するために有用となることがある。

## 性質
複素数 z = x + iy（x, y は実数）に対して、複素指数函数は次の式で表せる：
- exp(z) = exp(x)⋅cis(y)

cis(x) = cos(x) + i sin(x)と、
cis(−x) = cos(−x) + i sin(−x) = cos(x) − i sin(x)
を連立することにより、cos(x), sin(x) は cis関数で表せる：
- {\displaystyle \cos(x)={\frac {\operatorname {cis} (x)+\operatorname {cis} (-x)}{2}}={\frac {e^{ix}+e^{-ix}}{2}},}
- {\displaystyle \sin(x)={\frac {\operatorname {cis} (x)-\operatorname {cis} (-x)}{2i}}={\frac {e^{ix}-e^{-ix}}{2i}}}
- 微分：{\displaystyle {\frac {d}{dz}}\operatorname {cis} (z)=i\operatorname {cis} (z)=ie^{iz}}[19]
- 積分：{\displaystyle \int \operatorname {cis} (z)\,dz=-i\operatorname {cis} (z)=-ie^{iz}}[18]

以下はオイラーの公式から直ちに従う：
- {\displaystyle \operatorname {cis} (x+y)=\operatorname {cis} (x)\,\operatorname {cis} (y)}[20]
- {\displaystyle \operatorname {cis} (x-y)={\operatorname {cis} (x) \over \operatorname {cis} (y)}}

これらの等式は x, y が任意の複素数として成り立つ。x, y がともに実ならば
{\displaystyle |\operatorname {cis} (x)-\operatorname {cis} (y)|\leq |x-y|}
と評価することができる。